# Радев, Симеон
Симеон Трайчев Радев (19 января 1879, Ресен, — 15 февраля 1967, София) — болгарский историк, журналист, дипломат, художественный критик, публицист. Автор историографического труда «Строители современной Болгарии».
Учился во французском коллеже «Галатасарай» в Стамбуле. Получил юридическое образование в Женеве.
Работал корреспондентом в газете «Вечерна поща» (1903—1909). Активно освещал события Революции 1905—1907 годов в России.
В 1910-11 годах он выпустил историографический труд «Строители современной Болгарии», посвященный событиям из истории Третьего Болгарского царства: Берлинскому конгрессу, объединению Княжества Болгарии и Восточной Румелии, сербско-болгарской войне, болгарско-русскому дипломатическому конфликту, свержению Александра Баттенберга, его реставрации и отречению от престола, правительству Стефана Стамболова и русофильскому бунту в Русе и Силистре.
Участвовал как офицер и военный корреспондент в Первой и Второй Балканских войнах.
Являлся послом в Румынии (1913—1916), Швейцарии (1916—1917), Нидерландах (1920—1921), Турции (1923—1925), США (1925—1933), Великобритании (1935—1938) и Бельгии (1938—1940).
Умер 15 февраля 1967 года в Софии.